# Alcool polivinilic
Alcoolul polivinilic (PVA) este un polimer sintetic hidrosolubil și prezintă o structură chimică ce se poate formula astfel: [CH2CH(OH)]n. Este utilizat pe larg în industrie, în fabricarea hârtiei, materialelor textile și a unor materiale de acoperire. Este un compus incolor sau alb și inodor.

## Obținere
PVA se obține în urma reacției de hidroliză a acetatului de polivinil. Alternativ, se pot utiliza și alți polimeri esterici de tip formiat sau cloroacetat. Conversia poliesterilor se face de obicei printr-un proces de transesterificare cu etanol, proces care este catalizat în mediu bazic:
{\displaystyle {\ce {[CH2CH(OAc)]n + C2H5OH -> [CH2CH(OH)]n + C2H5OAc}}}